# Paradoxornítids

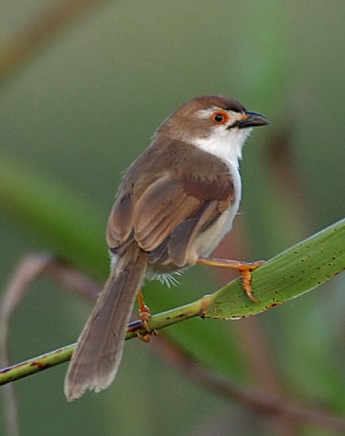
crisoma ulldaurat

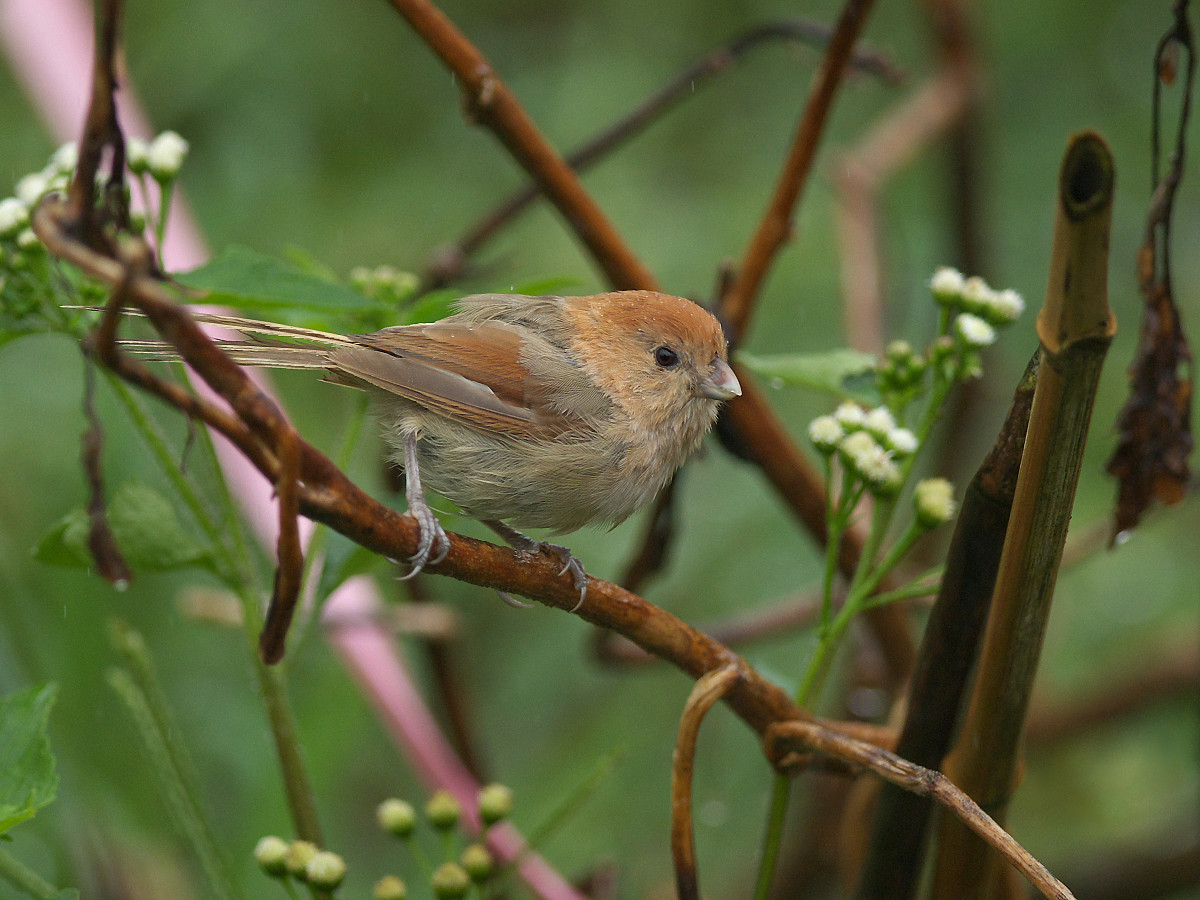
paradoxornis de Webb

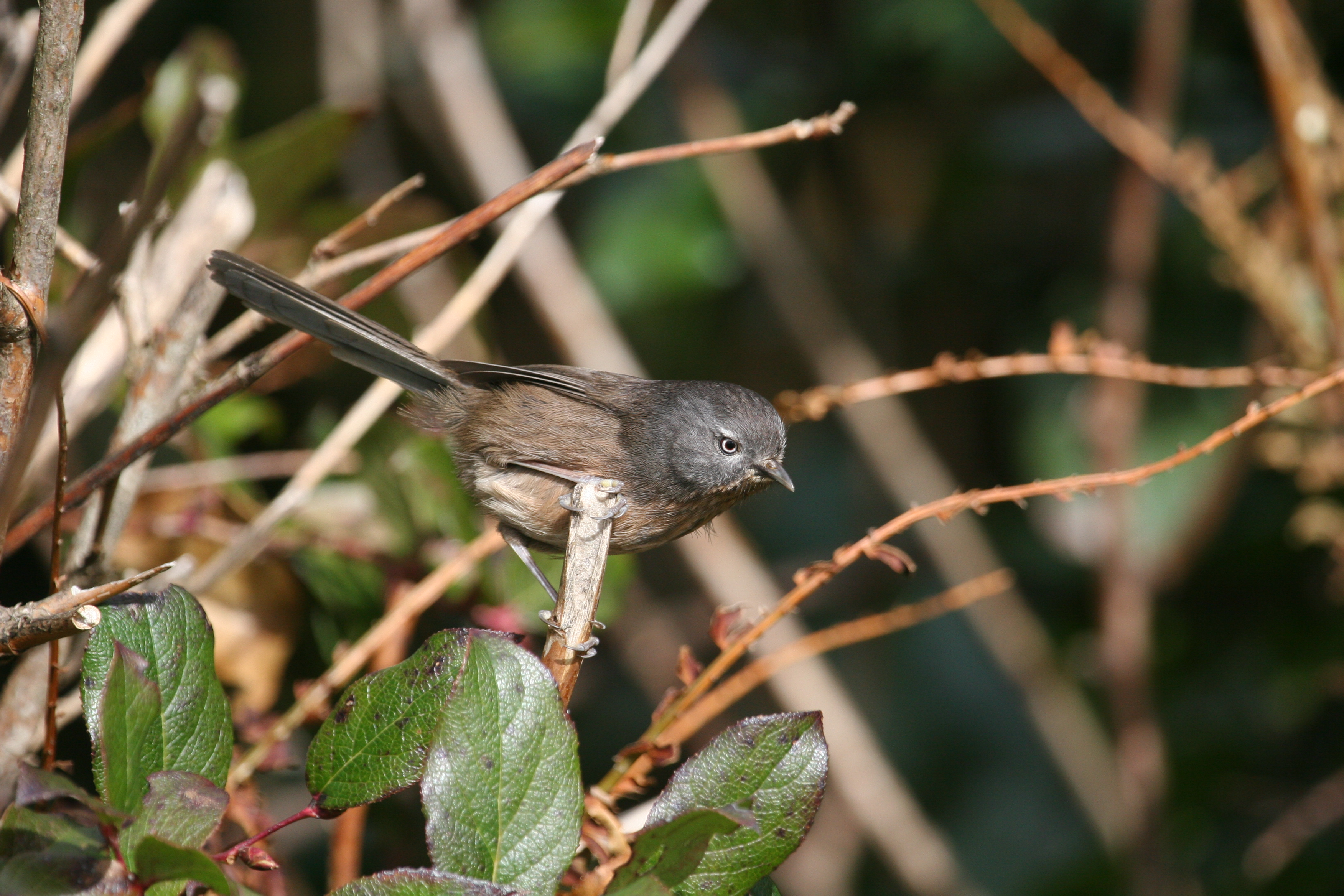
Camea

Els paradoxornítids (Paradoxornithidae) són una família d'ocells de l'ordre passeriformes. No hi ha consens sobre aquest tàxon.

## Taxonomia
Diversos treballs genètics a partir dels anys noranta van demostrar que aquest grup, que antany es relacionava amb els pàrids (Paridae), en realitat estaven més prop dels sílvids (Sylviidae), i van ser inclosos a aquesta família. Avui però, s'ha creat per ells una família diferent. Segons la classificació del Congrés Ornitològic Internacional (versió 11.1, 2021), aquesta família està formada per 16 gèneres, amb 37 espècies:
- Gènere Myzornis, amb una espècie: mizornis (Myzornis pyrrhoura)
- Gènere Moupinia, amb una espècie: mupínia (Moupinia poecilotis)
- Gènere Lioparus, amb una espècie: fulveta daurada (Lioparus chrysotis)
- Gènere Chrysomma, amb dues espècies.
- Gènere Rhopophilus, amb dues espècies.
- Gènere Fulvetta, amb 8 espècies.
- Gènere Chamaea, amb una espècie: camea (Chamaea fasciata)
- Gènere Calamornis, amb una espècie: paradoxornis del Iang-Tsé (Calamornis heudei)
- Gènere Paradoxornis, amb dues espècies.
- Gènere Conostoma, amb una espècie: paradoxornis gros (Conostoma aemodium)
- Gènere Cholornis, amb dues espècies.
- Gènere Psittiparus, amb 4 espècies.
- Gènere Neosuthora, amb una espècie: paradoxornis del pare David (Neosuthora davidiana)
- Gènere Suthora, amb 3 espècies.
- Gènere Chleuasicus, amb una espècie: paradoxornis cellanegre (Chleuasicus atrosuperciliaris)
- Gènere Sinosuthora, amb 6 espècies.